# 飯嶋和一
飯嶋 和一（いいじま かずいち、1952年12月20日 - ）は、日本の小説家。ジャンルは主に歴史小説。

## 来歴・人物
山形県山形市生まれ。山形県立山形東高等学校を経て、1977年3月に法政大学文学部日本文学科を卒業。中学校教員、予備校講師などを経て執筆活動に専念。
2008年までに刊行された長編作品は、文芸誌の連載ではなく、全て書き下ろしの小説である。
2009年8月から刊行されている小学館の「STORY BOX」に、初めての連載となる『狗賓童子の島』を執筆。
2012年5月に連載終了後、翌月号より『灯守り』が連載。
2009年に新潮社発行の月刊小説誌「小説新潮」10月号から『星夜航行』が連載。
「史料を読み込むと書き手の視点に引っ張られるため、視点を変えることが大事」との姿勢を持ち、権力者ではなく民衆や在野の主人公からの視点で描いた作品が多い。

## 受賞歴
太字は受賞
- 1982年、『堕ちた海鳥の伝説』で第38回小説現代新人賞候補。
- 1983年、『プロミスト・ランド』で第40回小説現代新人賞受賞。
- 1988年、『汝ふたたび故郷へ帰れず』で第25回文藝賞受賞。
- 1995年、『雷電本紀』で第8回三島由紀夫賞候補。
- 1998年、『神無き月十番目の夜』で第11回三島由紀夫賞候補。
- 2000年、『始祖鳥記』で第6回中山義秀文学賞受賞。
- 2000年、『始祖鳥記』で「このミステリーがすごい!2001年版」 第5位。
- 2004年、『黄金旅風』でキノベス!2004 第7位。
- 2005年、『黄金旅風』で2005年 第6回本屋大賞 第8位[5]。
- 2008年、『出星前夜』でキノベス!2008 第1位。
- 2008年、『出星前夜』で第35回大佛次郎賞受賞。
- 2009年、『出星前夜』で第27回日本冒険小説協会大賞 第9位。
- 2009年、『出星前夜』で2009年 第6回本屋大賞 第7位[6]。
- 2015年、『狗賓童子の島』で第19回司馬遼太郎賞受賞。
- 2015年、『狗賓童子の島』で週刊朝日「2015年 歴史・時代小説ベスト10」第1位。
- 2018年、『星夜航行』で第12回舟橋聖一文学賞受賞。
- 2018年、『星夜航行』で第8回本屋が選ぶ時代小説大賞候補。
- 2018年、『星夜航行』で週刊朝日「2018年 歴史・時代小説ベスト10」第1位。

## 著書
- 『汝ふたたび故郷へ帰れず』（1989.01）河出書房新社 のち小学館文庫
- 『雷電本紀』（1994.06）河出書房新社　のち文庫、小学館文庫
- 『神無き月十番目の夜』（1997.06）河出書房新社　のち文庫、小学館文庫
- 『始祖鳥記』（2000.01）小学館　のち文庫
- 『黄金旅風』（2004.03）小学館　のち文庫
- 『出星前夜』（2008.08）小学館　のち文庫
- 『狗賓童子の島』（2015.01）小学館　のち文庫
- 『星夜航行 上・下巻』（2018.06）新潮社　のち文庫